# 박광수 (만화가)
박광수(1969년 10월 13일 ~ )은 대한민국의 만화가이며 지난날 배우로도 활동하였다.

## 이력
1995년 월간 '이브'라는 잡지 연재 만화 작가로 데뷔하여 조선일보 문화면에 레인보우 섹션이 생기면서 1997년 4월부터 '광수생각'을 연재하며 '신뽀리'와 함께 일약 스타로 떠올랐다.
2000년 말까지 조선일보에 연재됐던 만화 '광수생각'을 연극으로 만들어 2006년 11월 초연됐하였다. 연극 《광수생각》은 서울, 경기도, 부산, 대구, 광주 등 전국 순회 공연을 통해 총 20만 이상 관객이 동원되었다.
한편 박광수는 2007년 7월 SBS 드라마 스페셜 '완벽한 이웃을 만나는 법'에서 극중 '위대한'이라는 역할로 안선영과 함께 호흡을 맞춰 연기자로 변신하였고 그 여세를 몰아 2007년 12월 SBS 금요드라마 '아들 찾아 삼만리'에서는 도인같은 왕유식의 캐릭터로 4차원적인 정신세계를 가진 과장 역할을 맡아 연기하였다.
영화 감독을 하기 위해 원래 직업인 만화 그리는 것을 중단하고 연기를 택한 박광수는 현재 시나리오 4편을 집필 중에 있을 정도로 어렸을 때부터 꿈꿔왔던 영화 감독으로서의 준비에 박차를 가하고 있다고 말한다.

## 학력
- 상일고등학교
- 단국대학교 시각디자인과 시각디자인 학사

## 출연작

### TV 방송
- 1998년~2004년 : 《순간포착 세상에 이런일이》 (SBS)
- 2021년 : 《TV는 사랑을 싣고》 (KBS2)

### TV 시리즈
- 2007년 SBS 《아들 찾아 삼만리》
- 2007년 SBS 《완벽한 이웃을 만나는 법》
- 2012년 SBS 《청담동 앨리스》 - 박광수 역 (특별출연)

### 영화
- 《여덟 번의 감정》 (2010년) - 남 교수 역
- 《미국인 친구》 (2014년)

### 광고
- 2005년 무학 화이트소주 (채연, 정준호, 이문세, 이종원과 함께 출연)

## 저서
- 2009년  참 서툰 사람들
- 2003년  나쁜 광수생각
- 2003년  무지개를 좇다 세상 아름다운 풍경들을 지나치다 : 박광수 감성사진 일기 두 번째
- 2001년  그때 나를 통과하는 바람이 내게 물었다. 아직도… 그립니? : 박광수감성사진일기
- 1998년  광수생각

## 에피소드
KBS 1TV 일일드라마 《다함께 차차차》에서 이종원은 만화가 관련 캐릭터를 보여주기 위해 촬영 전 만화가들을 찾아 펜 잡는 법, 스케치, 그림 그리는 법 등을 《광수생각》을 그린 박광수와 친분이 있어 버릇, 습관 등을 눈여겨보며 아이디어를 얻었다고 밝혔다.

## 논란과 비판
한미 자유무역협정(FTA) 발효 홍보 만화를 그려서 트위터 등에서 "돈도 벌만큼 버신 분이 왜 그러시냐", "만화 자체가 생각이 얕고 세련되지 못했다"는 등의 비판을 받았다. 박광수는 이에 대해 반박하며 13일 "무조건적으로 FTA를 폐기한다는 주장도 수정되어야 한다고 생각한다"고 밝혔다. 그러나 계속 비판을 받자  "난 FTA 찬성론자는 아니지만, 시대에 피해갈 수 없는 운명이라고 생각해"라고 또다시 반박했다.